# Aegithalos concinnus
Aegithalos concinnus là một loài chim trong họ Aegithalidae.

## Hình ảnh

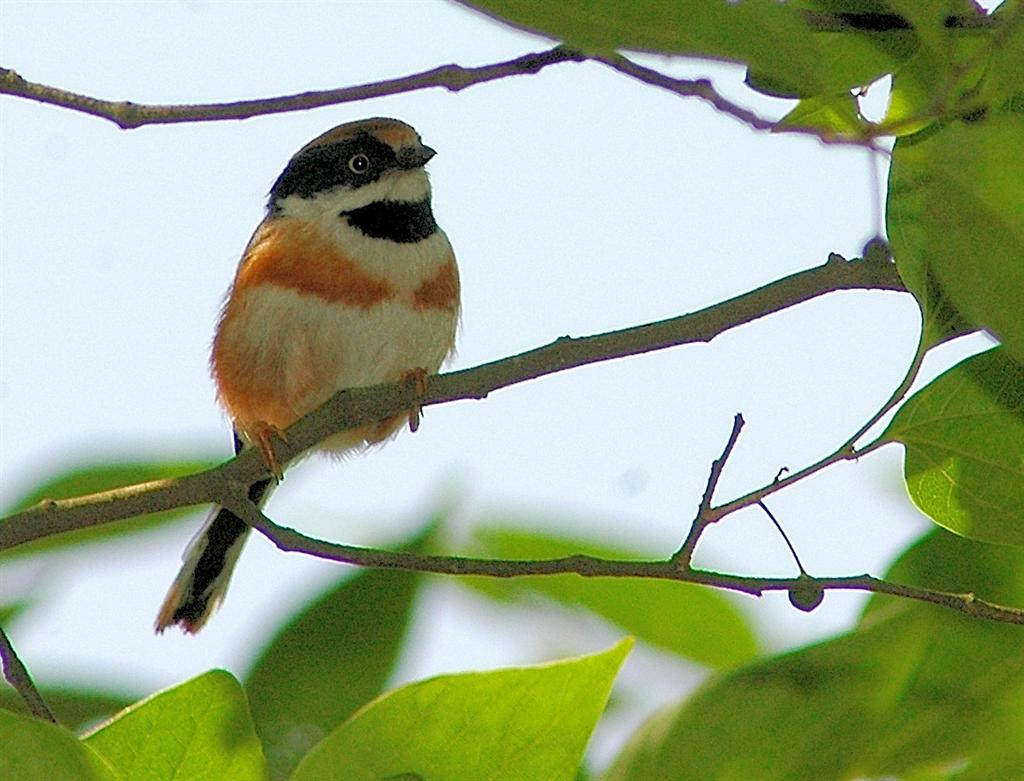
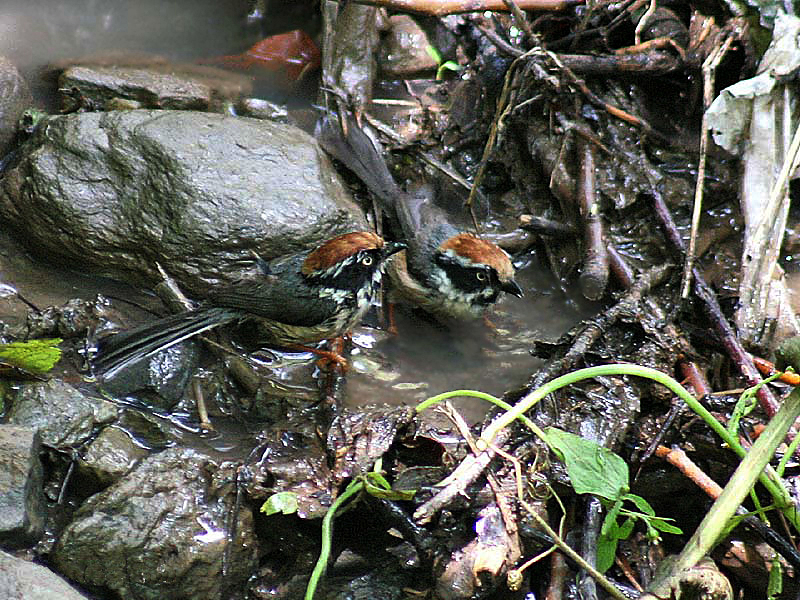
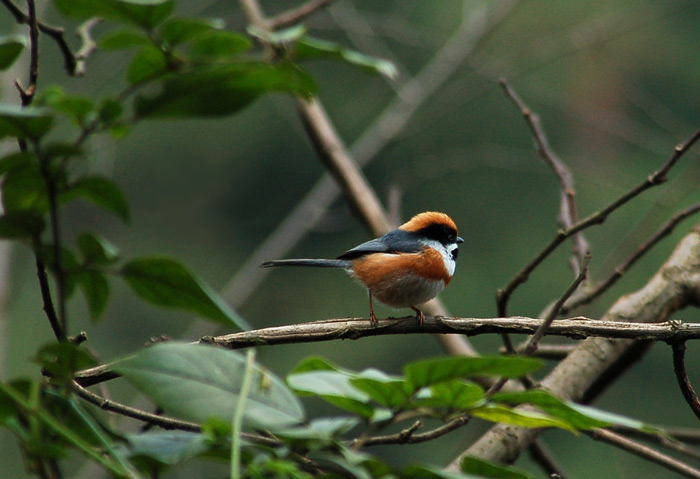